# Arenzville, Illinois
Arenzville là một làng thuộc quận Cass, tiểu bang Illinois, Hoa Kỳ. Năm 2010, dân số của làng này là 409 người.

## Dân số
Dân số qua các năm:
- Năm 2000: 419 người.
- Năm 2010: 409 người.